# Ludwik Zeddeller
Ludwik Zeddeller (ur. 23 października?/3 listopada 1791 w Petersburgu, zm. 17 lutego?/29 lutego 1852 tamże) – baron, generał rosyjski.

## Życiorys
Jego ojciec był w Petersburgu radcą poselstwa austriackiego. Młody Ludwik ukończył w Wiedniu Akademię Terezjańską, po czym wstąpił do wojska austriackiego, z którego w 1813 przeszedł do służby rosyjskiej.
Podczas kampanii polskiej (w czasie powstania listopadowego) w 1831 był oberkwatermistrzem korpusu grenadierów i miał udział w wielu bitwach, następnie pełnił obowiązki szefa sztabu w oddziale generała Gołowina, działającym przeciw korpusowi Girolamo Ramorino. Po ukończeniu kampanii mianowano go generał-majorem, w 1832 wicedyrektorem akademii wojennej, a w 1835 inspektorem batalionów kantonistów. W piśmiennictwie rosyjskim zapisał się jako redaktor Słownika Wojskowo-Encyklopedycznego,  w którym znajduje się wiele jego artykułów, dotyczących zwłaszcza Polski.